# Неряж
Неря́ж (бел. Няраж) — агрогородок в составе Лудчицкого сельсовета Быховского района Могилёвской области Республики Беларусь.

## История
В 1913 году в Дубовой Неряжи действовала школа.

## Население
- 2010 год — 441 человек